# Zaazierje (rejon oktiabrski)
Zaazierje (biał. Заазер’е; ros. Заозерье, Zaozierje; pol. hist. Zazierje, Zaozierje) – wieś na Białorusi, w obwodzie homelskim, w rejonie oktiabrskim, w sielsowiecie Łomowicze.

## Historia
W XIX i w początkach XX w. zaścianek położony w Rosji, w guberni mińskiej, w powiecie bobrujskim, w gminie Rudobiełka (Karpiłówka). W 1895 majątki posiadali tu Badewscy, Haworowscy, Ostrejkowie, Rewieńscy, Pluszczyńscy, Mościccy, Leonowiczowie, Iwańscy, Taryńscy, Żawrydowie, Hubieńscy, Bachanowiczowie, Czyrkowscy i Ejsmontowie.
Po I wojnie światowej pod administracją polską, w Zarządzie Cywilnym Ziem Wschodnich, w okręgu mińskim, w powiecie bobrujskim. W wyniku postanowień traktatu ryskiego znalazły się w granicach Związku Sowieckiego. Od 1991 w niepodległej Białorusi.